# Летиција Бертони
Летиција Бертони (итал. Letizia Bertoni); Милано 5. март 1937) је италијанска атлетска репрезентативка специјалиста за спринт и трке са препонама. Била је чланица АК Милано из Милана. У периоду од 1953 до 1965. 33 пута је позивана у национални тим Италије.

## Спортска биографија
На националним првенствима освојила је 10 титула првака Италије 7 пута на 80 м препоне, 2 пута са штафетом 4 х 100 м, и једном на 200 метара.
Летиција Бертони је двострука учесница Олимпијских игара 1956. у Мелбурну и 1960. у Риму. Такмичила се појединачно и са штафетом 4 х 100 м и оба пута била пета. У појединачним дисциплинама није успела стићи до финала.
Највећи успех на међународним такмичењима постигла је освајањем трећег места са штафетом 4 х 100 м на Европском првенству у Берну 1954..

## Значајнији резултати
| Год. | Такмичење          | Место                | Дисциплина   | Плас. | Рез.  |       |
| ---- | ------------------ | -------------------- | ------------ | ----- | ----- | ----- |
| 1954 | Европско првенство | Берн, Швајцарска     | 4 x 100 м    |       | 46,6  | [ 1 ] |
| 1956 | Олимпијске игре    | Мелбурн, Aустралија  | 4 x 100 м    | 5.    | 45,7  |       |
| 1956 | Олимпијске игре    | Мелбурн, Aустралија  | 200 м        | 17.   | 25,33 |       |
| 1958 | Европско првенство | Стокхолм, Шведска    | 4 x 100 м    | 5.    | 46,3  | [ 2 ] |
| 1960 | Олимпијске игре    | Рим, Италија         | 4 x 100 м    | 5.    | 45,80 |       |
| 1960 | Олимпијске игре    | Рим, Италија         | 80 м препоне | 13.   | 25,33 |       |
| 1962 | Европско првенство | Београд, Југославија | 4 x 100 м    | БП    | ДИСК. |       |
| 1962 | Европско првенство | Београд, Југославија | 80 м препоне | 7.    | 11,3  | [ 3 ] |

## Лични рекорди
- 100 м – 11,9 (1960)
- 200 м – 24,6 (1961)
- 80 м преп. – 11,0 (1963)